# Песчанка Сундевалла
Песчанка Сундевалла (лат. Meriones crassus) — вид грызунов рода малых песчанок. Назван в честь шведского зоолога Карла Якоба Сундеваля (1801—1875).
Грызун среднего размера, общая длина, включая голову и хвост, 20,5—29 см. Масса тела животных в среднем 69,2 г, летом больше (77,6 ± 2,7 г), а в зимний период меньше (60,7 ± 12,3 г). Мех длинный и мягкий, бледно-желто-коричневый вдоль позвоночника на спине. Внутренние стороны лап белые. На щеках, волосы немного ярче, вокруг глаз бледные пятна, белые пятна за ушами. Уши средней длины покрыты редкими белыми волосами. Длинный хвост покрыт сверху волосами жёлто-коричневого цвета, нижняя сторона белая. Главной отличительной особенностью вида из других песчанок является хорошо развитая кисточка чёрных волос на конце хвоста и полосы темных волос вдоль спинного хребта. Половой диморфизм по размеру выражается в том, что самцы крупнее самок.
Песчанки распространены в юго-западной части Палеарктики: в Северной Африке от Марокко до Туниса, Нигерии, Судане и Египте, и Азии — от юга Аравийского полуострова (Оман, Саудовская Аравия), Израиля, Иордании, Сирии до турецкой Анатолии на севере, от Ирака, Ирана и Афганистана до западного Пакистана.
На юге Израиля является наиболее распространенным видом грызунов.
Песчанки хорошо приспособлены к жизни в жарком и сухом климате. Животные не потеют, и оставляют свою нору только ночью. Воду получают из растительной пищи. Питаются различными частями растений, включая семена, корни, клубни, листья и плоды, и насекомыми — саранчой и сверчками. Копрофаги, питаются фекалиями ослов и верблюдов.
Песчанки могут размножаться в течение всего года, хотя исследователи отмечают, что сезон размножения длится обычно с ноября по июнь. Продолжительность беременности составляет от 18 до 22 дней. В течение одного года у самки бывает три помёта с 3—7 детёнышами в каждом. Детёныши рождаются голыми, слепыми и беспомощными. У них длинные вибриссы.
Продолжительность жизни песчанки в природе составляет около двух лет, а в неволе до 3 или 5 лет.
Песчанок используют в качестве лабораторных, а также в качестве домашних животных.